# Varda (Kosjerić)
Varda (Servisch cyrillisch Варда) is een plaats in de Servische gemeente Kosjerić. De plaats telt 330 inwoners (2002).